# Moyobamba
Moyobamba est une ville du Pérou. C'est la capitale de la région de San Martín et le siège de la prélature territoriale de Moyobamba avec sa cathédrale Saint-Jacques-Apôtre.